# Hey Jude (musikalbum)
Hey Jude är ett samlingsalbum med The Beatles. 
Albumet släpptes 26 februari 1970 i USA och kom vid ungefär samma tid ut i till exempel Sverige. I Storbritannien släpptes det dock först den 11 maj 1979.
LP:n Get Back, som skulle ha getts ut redan på sommaren 1969, hade blivit åtskilligt försenad och skulle först den 8 maj 1970 komma ut med titeln Let It Be. I avvaktan på detta kände sig skivbolaget tvunget att ge ut någon skiva i början av 1970. Man valde därför att ge ut en samlings-LP med låtar från 1964 och framåt. Då det stod klart att Don't Let Me Down, som varit baksida på singeln Get Back 1969, inte skulle ingå i Phil Spectors version av Let It Be-LP:n kom den i stället med LP:n Hey Jude.
Omslagsfotona på albumet Hey Jude är hämtade från den allra sista fotosessionen med The Beatles som grupp tagna den 22 augusti 1969 i Tittenhurst Park, Ascot.
Can't Buy Me Love hade ursprungligen släppts som singel 1964 och ingick liksom I Should Have Known Better på LP:n A Hard Day's Night 1964. Paperback Writer/Rain hade släppts som singel 1966 och baksidan Rain hade tidigare inte varit utgiven i stereo. Lady Madonna, Hey Jude och Revolution var singellåtar från 1968 och gavs nu för första gången ut i stereo. Don't Let Me Down från 1969 hade tidigare varit utgiven i stereo i USA men enbart i mono i Europa. The Ballad of John and Yoko/Old Brown Shoe var Beatles första stereosingel i Europa.

## Låtlista
Alla sånger är skrivna av Lennon/McCartney där inget annat namn anges.

### Sida 1
1. Can't Buy Me Love — 2:19
2. I Should Have Known Better — 2:39
3. Paperback Writer — 2:14
4. Rain — 2:58
5. Lady Madonna — 2:14
6. Revolution — 3:21

### Sida 2
1. Hey Jude — 7:06
2. Old Brown Shoe (George Harrison) — 3:16
3. Don't Let Me Down — 3:30
4. The Ballad of John and Yoko — 2:55